# Thomas Arnold
Thomas Arnold (n. 5 aprilie 1901, Peshawar, India Britanică – d. 5 iulie 1986, Salisbury, Anglia, Regatul Unit) a fost un bober ce a reprezentat Regatul Unit al Marii Britanii și al Irlandei de Nord, medaliat olimpic. A participat la o ediție a Jocurilor Olimpice (1924) în care a câștigat o medalie de argint.

## Participări
Lista de mai jos prezintă principalele competiții la care a participat Thomas Arnold de-a lungul carierei.
- bobsleigh at the 1924 Winter Olympics – four man event[*]